# Diretório Político do Estado Unificado
Diretório Político do Estado Unificado (também traduzido como Administração Política do Estado Unificado) (em russo:  Объединённое Государственное Политическое Управление - ОГПУ, transl. Ob"yedinonnoye Gosudarstvennoye Politicheskoye Upravleniye - OGPU), oficialmente Diretório Político do Estado Unificado (também Administração Política do Estado Unificado) sob o Conselho de Comissários do Povo da União das Repúblicas Socialistas Soviéticas (em russo:  Объединённое Государственное Политическое Управление при СНК СССР, transl. Ob"yedinonnoye Gosudarstvennoye Politicheskoye Upravleniye pri SNK SSSR) ou OGPU sob o Conselho de Comissários do Povo da URSS (em russo:  ОГПУ при СНК СССР, transl. OGPU pri SNK SSSR), foi um órgão especial de Segurança do Estado da URSS. Esta estrutura foi formada com base na GPU sob o NKVD do RSFSR por um decreto do Presidium do Comitê Executivo Central da URSS de 15 de novembro de 1923 após o estabelecimento em 1922 da URSS, uma união de quatro repúblicas soviéticas. Em 1934, a OGPU passou a fazer parte do NKVD da URSS (formado a partir do NKVD do RSFSR) como a Diretoria Principal de Segurança do Estado (GUGB). O Chefe da OGPU (e anteriormente o Chefe da GPU sob o NKVD do RSFSR) até 20 de julho de 1926 foi F. E. Dzerzhinski, até 1934 chefiou a OGPU, Viacheslav Menzhinski.

## Tarefas do OGPU
A principal tarefa do principal serviço de inteligência política foi formulada na Constituição da URSS, adotada em 31 de janeiro de 1924.
A fim de unir os esforços revolucionários das repúblicas sindicais na luta contra a contra-revolução política e econômica, espionagem e banditismo, a Administração Política do Estados Unificado (OGPU) é estabelecida sob o Conselho de Comissários do Povo da União das Repúblicas Socialistas Soviéticas, cujo presidente é membro do Conselho de Comissários do Povo da União das Repúblicas Socialistas Soviéticas com voto consultivo.

- A Constituição da URSS de 21 de janeiro de 1924, art. 61, cap. 9.
O NKVD do RSFSR manteve as funções de garantir a segurança pública e reprimir o banditismo e outras ofensas, enquanto o NKVD da URSS não foi criado.
Por sua vez, o OGPU da URSS se concentrou no combate à contrarrevolução, na espionagem, na garantia da segurança do Estado e no combate a elementos estranhos ao poder soviético.

## Competências do OGPU
O Diretório Político do Estado Unificado era a agência central que operava nas repúblicas da União por meio das administrações das repúblicas da União e no RSFSR por meio das administrações regionais.
O OGPU também exercia o controle sobre os departamentos políticos sob o Comitê Executivo Central das repúblicas e regiões autônomas.
De 15 de março de 1923 a 20 de abril de 1928, o OGPU participou de comissões para a consideração e aprovação dos estatutos de sociedades e sindicatos (associações) que não visavam fins lucrativos (segundo os materiais do TsGAOR de a URSS, f. 393, op. 39, d. 25b, ll .39—43v.).
Em 1923-1924, o OGPU realmente liderou a Comissão Central de Certificação para o atestado único de pessoal da polícia (de acordo com os materiais da URSS TsGAOR, f. 393, op. 39, d. 27, l. 247.).
De acordo com a Constituição da URSS de 1924, o representante do OGPU era membro obrigatório do Supremo Tribunal da URSS durante a sessão plenária, o Gabinete tinha o direito de apelar diretamente ao Supremo Tribunal da URSS. A supervisão das atividades deste órgão foi realizada pelo procurador do Supremo Tribunal da URSS.

Subordinadas ao OGPU estavam unidades especiais das tropas necessárias para suprimir revoltas e banditismo contra-revolucionários.
A organização das forças armadas dos trabalhadores é o Exército Vermelho Operário e Camponês da URSS. O Exército Vermelho dos Trabalhadores e Camponeses está dividido em forças terrestres, marítimas e aéreas. O Exército Vermelho dos Trabalhadores e Camponeses também inclui forças especiais: tropas da Administração Política do Estado Unificado e tropas de escolta.

- Artigo 2., Seção I., Lei da URSS "Sobre o Serviço Militar Obrigatório", Aprovada pelo Comitê Executivo Central da União da URSS, SNK da União da URSS, 13 de agosto de 1930, nº 42/253b
Em 15 de dezembro de 1930, o Comitê Executivo Central e o Conselho de Comissários do Povo da URSS adotaram uma resolução secreta "Sobre a gestão dos órgãos do OGPU das atividades da polícia e do departamento de investigação criminal", com base na qual o OGPU e seus órgãos locais receberam o direito não apenas de nomear, transferir e demitir policiais e oficiais de investigação criminal, mas também de usá-los em seus objetivos de composição aberta e rede de agentes secretos.